# SJ Y3
Die Baureihe SJ Y3 war ein dieselhydraulischer Triebzug der Statens Järnvägar (SJ) in Schweden. Die Züge hatten an einem Ende einem doppelstöckigen Triebwagen, am anderen entweder einen Steuerwagen oder einen weiteren doppelstöckigen Triebwagen, dazwischen Mittelwagen in unterschiedlicher Anzahl. Die Triebwagen hatten im Obergeschoss Fahrgastraum und Führerkabine, im Untergeschoss die Antriebseinrichtungen. Die Steuerwagen hatten in beiden Etagen Fahrgasträume, die Mittelwagen Dach- und Bodenniveau normaler Reisezugwagen. Die Nummer des Motorwagens galt ferner für den kompletten Triebwagenzug.

## Vorgeschichte
SJ plante, mit dieselbetriebenen Triebwagen längere, nicht elektrifizierte Strecken zu befahren. Die Planungen begannen 1958. Ursprünglich war angedacht, Bestellungen bei Hilding Carlssons Mekaniska Verkstad zu platzieren, die eine Reihe von Schienenbussen gebaut hatte. Nach dem Tod des Fabrikbesitzers Hilding Carlsson endete jedoch diese Zusammenarbeit mit SJ. Diese bestellte die Züge daher 1964 bei der deutschen Firma Linke-Hofmann-Busch AG in Salzgitter. Für elektrische Ausrüstung und Drehgestelle war ASEA zuständig.

## Konstruktionsarbeiten
Linke-Hoffmann-Busch hatte beim Bau weitgehend freie Hand. Größtenteils wurde bei der Konstruktion eng mit SJ zusammengearbeitet, sowohl durch eine sorgfältige Kontrolle der Zeichnungen als auch durch Vertreter vor Ort. Der Auftrag wurde mehrfach überarbeitet. Auf den anfangs geplanten reinen Motorwagen wurde verzichtet. Ursprünglich waren alle Fahrzeuge einstöckig geplant. Die Umplanung sah Fahrgastabteile sowohl im Motorwagen wie auch im Steuerwagen vor. Zudem wurde die Bauart der Motoren geändert: Die schwächeren Rolls-Royce-Motoren mit einer Höchstgeschwindigkeit von 120 km/h wurden durch stärkere Deutz-Motoren ersetzt, die die gewünschte höhere Endgeschwindigkeit von 140 km/h ermöglichten. Allerdings hatten diese Motoren eine höhere Wärmeentwicklung.
Die Züge wurden zum Jahreswechsel 1966/67 geliefert. Der erste regelmäßige Einsatz erfolgte am 1. Februar 1967 auf der Strecke von Stockholm nach Mora, nachdem die Züge mit einem Extra-Schnellzug auf der gleichen Strecke am 23. Dezember 1966 getestet worden waren.

## Probleme nach der Lieferung
Die Tatsache, dass der Motorraum nicht für den stärkeren luftgekühlten Deutzmotor und den damit auftretenden höheren Temperatur umgearbeitet wurde, führte anfangs zu Überhitzungen. Die Züge hatten bei den Feuerwehren in den Gemeinden an der Strecke einen schlechten Ruf, bei heißem Sommerwetter entstanden mehrere Motorraumbrände. Die Probleme bestanden, bis 1973 eine umfangreiche Sanierung des Kühlsystems erfolgte. Die Änderung des Motortyps führte weiter zu Problemen bei der Kraftübertragung durch das Getriebe.
An den Übergängen zwischen den Wagen gab es einen inneren und einen äußeren Faltenbalg. Der äußere Balg verursacht Probleme beim Rangieren der Züge, zwischen 1974 und 1975 wurde dieser deshalb entfernt.

## Farbgebung
Anstelle der bei den SJ üblichen rot-braunen Farbgebung wurden die Züge in rot-orange mit dunkelgrauen (ursprünglich grünen) Dächern, im gleichen Farbschema wie der sogenannte „Paprikatågen“, ausgeführt. Aufgrund der höheren Motor- und Steuerwagen an den Zugenden wurden die Triebzüge „Kamelen“ (dt. "das Kamel") genannt.

## Einsatzgebiete
Zunächst wurden die Züge auf den Strecken Malmö–Karlskrona und Malmö–Stockholm–Ystad–Mora eingesetzt. 1972 wurden die Züge der Relation Stockholm–Mora an Malmö trafikdistrikt übergeben. Von 1982 an, als die Züge älter wurden, fanden sie als Lokalzüge auf der Strecke Malmö–Ystad–Tomelilla Verwendung. 1990 wurden die Triebwagen aus dem Verkehr gezogen und durch Züge des Typs Y1 ersetzt.

## Wagentypen
Technische Daten der Wagen:
| Bezeichnung | Typ                          | Länge mm | Höhe mm | Gewicht | Sitzplätze         | gebaute Stückzahl | Baujahr   | Nummern                            | Bemerkungen                |
| ----------- | ---------------------------- | -------- | ------- | ------- | ------------------ | ----------------- | --------- | ---------------------------------- | -------------------------- |
| Y3          | Motorwagen 2. Klasse         | 19620    | 4600    | 61,5    | 34 im Obergeschoss | 6                 | 1966–1967 | 1261–1263 (1966), 1264–1266 (1967) |                            |
| UB3Y        | Steuerwagen 2. Klasse        | 19620    | 4600    | 37,4    | 78                 | 2                 | 1966      | 2160, 2161                         |                            |
| UA3         | Mittelwagen 1. Klasse        | 21000    | 3700    | 28,6    | 37                 | 2                 | 1966–1967 |                                    | 1970–1972 in UAB3 umgebaut |
| UAB3        | Mittelwagen 1. und 2. Klasse | 21000    | 3700    | 28,6    | 18 / 28            | 2                 | 1966–1967 | 2169–2172                          |                            |
| UB3         | Mittelwagen 2. Klasse        | 21000    | 3700    | 29,4    | 56                 | 3                 | 1966–1967 | 2162–2164                          |                            |
| UB3B        | Mittelwagen 2. Klasse        | 21000    | 3700    | 29,4    | 42                 | 4                 | 1966–1967 | 2165–2168                          | mit Küche und Spielzimmer  |

Die Triebwageneinheit bestanden entweder aus einem Triebwagen Y3 sowie zwei Mittelwagen und einem Steuerwagen UB3Y oder aus einem Triebwagen Y3 sowie bis zu sechs Mittelwagen und einem weiteren Triebwagen Y3.
Alle Einheiten waren 3120 mm breit.

## Verbleib
Nach der Außerdienststellung wurden alle Fahrzeuge bis auf einen Zug verschrottet. Dieser sollte für ein Museum aufbewahrt werden. Da sich aber niemand fand, der den Zug übernehmen wollte, wurde auch diese Einheit verschrottet.